# Megalorhipida angusta
Megalorhipida angusta là một loài bướm đêm thuộc họ Pterophoridae. Nó được biết đến ở Yemen.